# MattyBRaps
Matthew David Morris, mais conhecido como MattyBRaps ou simplesmente MattyB, é um rapper e cantor estadunidense que ganhou fama através do YouTube.
MattyB nasceu na cidade de Atlanta, nos Estados Unidos. Em 2006, aos 3 anos de idade participou do documentário "Generation Lost" sobre a banda Rise Against e em 2010, aos 7  anos de idade iniciou sua carreira musical fazendo versões cover de artistas como Justin Bieber e One Direction. Desde o início de sua carreira musical, ele rapidamente se tornou uma sensação na internet com quase 3 bilhões de visualizações em seus vídeos no Youtube e com o seu canal pessoal no site ficando entre os dez mais acessados do mês de novembro de 2010. Atualmente tem um álbum lançado e sua carreira é focada em videoclipes postados no Youtube e em shows realizados pela América do Norte.
Depois de fazer fama com os covers, Matthew decidiu explorar composições próprias. Hoje, seus grandes singles são “Hooked On You” e “Flyin High”. MattyB chegou ao ranking social da "Billboard", que copila as músicas mais compartilhadas nas redes toda semana. E em março de 2012, o seu single “That’s The Way”, foi o 11º mais visto.Em 2013, ele foi selecionado no Top 21 Under 21 pela Billboard Magazine. MattyB também tem uma carreira paralela de ator, tendo sido destaque em diversos comerciais dos Estados Unidos. Em 2011, interpretou John Cena ao lado de Dwayne Johnson no famoso programa de televisão WWE Raw. Lançou no dia 27 de Agosto de 2015 seu primeiro EP, intitulado de "Outside The Lines" com 4 faixas.
MattyB recebe mais de € 500.000 (R$ 1,7 milhões de reais) por ano com seus videos no Youtube.
Tendo hoje um livro chamado that'se a rap

## Biografia
MattyB começou a ter interesse pelo hip-hop quando tinha 5 anos, ele se sentiu atraído pelas batidas do hip-hop e logo quis ter aulas de dança. Quando seu primo Mars que é um rapper de 24 anos foi morar com sua família, ele ouviu as músicas de Mars e cantou junto com ele. MattyB insistiu para que Mars o ajudasse a escrever uma música e a fazer um vídeo e então eles fizeram. Na primeira semana no YouTube MattyB alcançou mais de 500 mil visualizações com o vídeo da música Eenie Meenie e o vídeo ficou na primeira página do YouTube. Logo depois, ele cantou músicas de cantores conhecidos como Willow Smith, Kesha, Rihanna e Justin Bieber. Ele também fez uma paródia da música Like a G6 de Far East Movement. Mais tarde, MattyB passou a cantar suas próprias composições. Diferentemente de outros rappers que cantam sobre drogas, luxúria e consumismo, MattyB fala sobre a escola, brinquedos e o preconceito de não ser levado a sério por cantar rap tão cedo. Em 2013, MattyB anunciou sua primeira turnê nos Estados Unidos.

## Vida pessoal
MattyB é filho de Blake Morris e Tawny Morris, possui três irmãos mais velhos, John Michael Morris, Blake Morris Jr. e Joshua Morris e uma irmã mais nova, Sarah Grace Morris, que tem Síndrome de Down, e passou a ter participações recorrentes nos Videoclipes de MattyB, conquistando assim o carinho do público. Um dos maiores sucessos de MattyB é um cover da música True Colors de Cindy Lauper. No videoclipe é possível ver, logo no início, Sarah Grace sendo vítima de discriminação por parte de outras crianças. Sarah tem hoje um canal do YouTube, criado por insistência dos fãs.
MattyB revelou gostar de andar de skate, jogar videogame e beisebol e de sair com seus amigos.

## Discografia
No dia 27 de Agosto de 2015 em seu twitter MattyB divulgou todas as 4 faixas de seu primeiro EP. As mesmas foram disponibilizadas em seu canal no Youtube.
| Ano  | Detalhes                                                                            |
| ---- | ----------------------------------------------------------------------------------- |
| 2015 | Outside The Lines - Lançamento: 27 de Agosto de 2015 - Formato(s): Dawnload digital |

## Canções

### Músicas próprias
| Ano                       | Canção                                          |
| ------------------------- | ----------------------------------------------- |
| 2010                      | I’m MattyB                                      |
| 2010                      | Secret Agent                                    |
| 2011                      | Superstar                                       |
| 2011                      | The Royal Wedding Song                          |
| 2011                      | Sugar Sugar                                     |
| 2011                      | Forever and Always (feat. Julia Sheer)          |
| 2011                      | Burnout (feat. Trailer Choir)                   |
| 2012                      | That’s the Way                                  |
| 2012                      | Be Right There                                  |
| 2012                      | That Girl Is Mine                               |
| 2013                      | Turn It Up                                      |
| 2013                      | You Make My Heart Skip                          |
| 2013                      | Never Too Young (feat. James Maslow)            |
| 2013                      | My First Girlfriend                             |
| 2013                      | Hooked on You                                   |
| 2013                      | Without You Here                                |
| 2013                      | Back in Time                                    |
| 2013                      | Be Mine                                         |
| 2014                      | Turned Out the Lights (feat. Maddi Jane)        |
| 2014                      | Flyin High (feat. Coco Jones)                   |
| 2014                      | Clap                                            |
| 2014                      | Goliath                                         |
| 2014                      | I Just Wanna Love You (feat. John-Robert Rimel) |
| 2015                      | To the Top                                      |
| 2015                      | Turn Up the Track                               |
| 2015                      | Ride It                                         |
| 2015                      | Right On Time (feat. Ricky Garcia)              |
| 2015                      | The Good Life                                   |
| 2015                      | Far Away (feat. Brooke Adee)                    |
| 2015                      | Right Now I'm Missing You (feat. Brooke Adee)   |
| 2015                      | New Kids                                        |
| 2015                      | The King                                        |
| 2015                      | Guaranteed                                      |
| 2016                      | Blue Skies                                      |
| 2016                      | Live for Today                                  |
| 2016                      | California Dreamin                              |
| Can't Get you off my mind |                                                 |
| 2017                      | So Alive                                        |
| 2017                      | Shine                                           |
| 2017                      | Gone                                            |
| 2017                      | Trust Me                                        |

### Covers
| Ano  | Canção                                                       | Cantor(s) Originais                      |
| ---- | ------------------------------------------------------------ | ---------------------------------------- |
| 2010 | Just the Way You Are (feat. Tyler Ward)                      | Bruno Mars                               |
| 2010 | Eenie Meenie                                                 | Justin Bieber feat. Sean Kingston        |
| 2010 | Like a G6                                                    | Far East Movement                        |
| 2010 | Whip My Hair                                                 | Willow Smith                             |
| 2010 | Nothing On You                                               | B.o.B feat. Bruno Mars                   |
| 2010 | Baby                                                         | Justin Bieber                            |
| 2010 | California Gurls                                             | Katy Perry                               |
| 2010 | Love the Way You Lie (feat. Julia Sheer)                     | Eminem feat. Rihanna                     |
| 2010 | Teenage Dream                                                | Katy Perry                               |
| 2010 | Club Can't Handle Me                                         | Flo Rida feat. David Guetta              |
| 2010 | Dynamite                                                     | Taio Cruz                                |
| 2010 | Cooler Than Me                                               | Mike Posner                              |
| 2010 | Somebody to Love                                             | Justin Bieber                            |
| 2010 | Mine                                                         | Taylor Swift                             |
| 2010 | We R Who We R                                                | Kesha                                    |
| 2010 | What's My Name?                                              | Rihanna feat Drake                       |
| 2010 | Pray                                                         | Justin Bieber                            |
| 2010 | Firework                                                     | Katy Perry                               |
| 2010 | 6'7'                                                         | Lil Wayne                                |
| 2011 | Please Don't Go                                              | Mike Posner                              |
| 2011 | Hold It Against Me                                           | Britney Spears                           |
| 2011 | Hey Baby                                                     | Pitbull Feat. T-Pain                     |
| 2011 | Born This Way                                                | Lady Gaga                                |
| 2011 | Lose Yourself                                                | Eminem                                   |
| 2011 | Coming Home                                                  | Diddy - Dirty Money feat. Skylar Grey    |
| 2011 | Just A Kiss                                                  | Lady Antebellum                          |
| 2011 | Billie Jean                                                  | Michael Jackson                          |
| 2011 | The Edge of Glory                                            | Lady Gaga                                |
| 2011 | Lighters (feat. Jason Chen & MarsRaps)                       | Eminem feat. Rihanna                     |
| 2011 | Best Thing I Never Had                                       | Beyoncé                                  |
| 2011 | How To Love                                                  | Lil Wayne                                |
| 2011 | Someone Like You                                             | Adele                                    |
| 2011 | We Found Love                                                | Rihanna                                  |
| 2011 | Mistletoe                                                    | Justin Bieber                            |
| 2011 | Without You                                                  | David Guetta feat. Usher                 |
| 2012 | What Makes You Beautiful                                     | One Direction                            |
| 2012 | Call Me Maybe (feat. Cimorelli)                              | Carly Rae Jepsen                         |
| 2012 | Gangnam Style (feat. Cimorelli)                              | Psy                                      |
| 2012 | Scream & Shout                                               | Will.i.am feat. Britney Spears           |
| 2012 | As Long As You Love Me                                       | Justin Bieber feat. Big Sean             |
| 2012 | Boyfriend                                                    | Justin Bieber                            |
| 2012 | Good Feeling                                                 | Flo Rida                                 |
| 2012 | International Love                                           | Pitbull feat. Chris Brown                |
| 2012 | We Are Young                                                 | Fun feat. Janelle Monáe                  |
| 2012 | Payphone                                                     | Maroon 5 feat. Wiz Khalifa               |
| 2012 | Titanium (feat. Madilyn Bailey & Jake Coco)                  | David Guetta feat. Sia                   |
| 2012 | One Thing                                                    | One Direction                            |
| 2012 | Want U Back                                                  | Cher Lloyd                               |
| 2012 | Whistle                                                      | Flo Rida                                 |
| 2012 | We Are Never Ever Getting Back Together                      | Taylor Swift                             |
| 2012 | Live While We're Young                                       | One Direction                            |
| 2012 | I Knew You Were Trouble                                      | Taylor Swift                             |
| 2012 | Some Nights (feat. Jack Vidgen)                              | Fun                                      |
| 2012 | Santa Claus Is Coming To Town                                | Justin Bieber                            |
| 2012 | As Long As You Love Me                                       | Justin Bieber feat. Big Sean             |
| 2012 | Little Things                                                | One Direction                            |
| 2012 | Scream & Shout                                               | will.i.am feat. Britney Spears           |
| 2013 | Thrift Shop                                                  | Macklemore & Ryan Lewis feat. Wanz       |
| 2013 | I Would                                                      | Justin Bieber                            |
| 2013 | Gentleman                                                    | Psy                                      |
| 2013 | Boom Boom Pow                                                | The Black Eyed Peas                      |
| 2013 | Can’t Hold Us                                                | Macklemore & Ryan Lewis feat. Ray Dalton |
| 2013 | We Can’t Stop                                                | Miley Cyrus                              |
| 2013 | Wrecking Ball                                                | Miley Cyrus                              |
| 2013 | Ms. Jackson                                                  | OutKast                                  |
| 2013 | Stereo Hearts (feat. Skylar Stecker)                         | Gym Class Heroes                         |
| 2013 | The Monster (feat. Skylar Stecker)                           | Eminem feat. Rihanna                     |
| 2013 | Without Me                                                   | Eminem                                   |
| 2013 | Suit & Tie                                                   | Justin Timberlake feat. Jay-Z            |
| 2013 | Feel This Moment (feat. Alex G)                              | Pitbull feat. Christina Aguilera         |
| 2013 | Love Somebody                                                | Maroon 5                                 |
| 2013 | Blurred Lines                                                | Pharrell Williams                        |
| 2013 | Story of My Life (feat. Carlos Guevara)                      | One Direction                            |
| 2013 | Clique (feat. Nyielle)                                       | Kanye West feat. Big Sean & Jay-Z        |
| 2014 | O. P. P.                                                     | Naughty by Nature                        |
| 2014 | Counting Stars                                               | One Republic                             |
| 2014 | Timber                                                       | Pitbull feat. Kesha                      |
| 2014 | Talk Dirty                                                   | Jason Derulo                             |
| 2014 | Juicy                                                        | The Notorious B.I.G.                     |
| 2014 | Run This Town                                                | Jay Z feat. Rihanna                      |
| 2014 | She Looks so Perfect (feat. Carissa Adee)                    | 5 Seconds of Summer                      |
| 2014 | Fancy                                                        | Iggy Azalea feat. Charli XCX             |
| 2014 | True Colors (feat. Olivia Kay)                               | Cyndi Lauper                             |
| 2014 | Rude                                                         | Magic!                                   |
| 2014 | Shake It Off (feat. Skylar Stecker e Jordyn Jones)           | Taylor Swift                             |
| 2014 | Steal My Girl                                                | One Direction                            |
| 2014 | Blank Space (feat. Ivey Meeks)                               | Taylor Swift                             |
| 2015 | Lips Are Movin                                               | Meghan Trainor                           |
| 2015 | FourFiveSeconds (feat. Chanel Loran)                         | Rihanna, Kanye West & Paul McCartney     |
| 2015 | My Humps (feat. Haschak Sisters)                             | The Black Eyed Peas                      |
| 2015 | See You Again (feat. Carissa Adee)                           | Wiz Khalifa feat. Charlie Puth           |
| 2015 | Bad Blood (feat. Brooke Adee)                                | Taylor Swift feat. Kendrick Lamar        |
| 2015 | Get The Party Started (feat. Haschak Sisters & Adee Sisters) | Pink                                     |

### Outros Covers
| Ano  | Canção                                      | Cantor(s) Originais               |
| ---- | ------------------------------------------- | --------------------------------- |
| 2015 | Haschak Sisters - Clique (feat. MattyBRaps) | Kanye West feat. Big Sean & Jay-Z |

## Filmografia

### Internet
| Ano  | Título         | Papel     | Notas                      |
| ---- | -------------- | --------- | -------------------------- |
| 2014 | MattyB's World | Ele Mesmo | Documentário, Reality Show |

### Filmes
| Ano  | Título          | Papel     | Notas                                       |
| ---- | --------------- | --------- | ------------------------------------------- |
| 2006 | Generation Lost | Ele Mesmo | Documentário                                |
| 2013 | Free Birds      |           | Canção: "Back In Time" para a trilha sonora |

### Televisão
| Ano  | Título     | Papel         | Notas       |
| ---- | ---------- | ------------- | ----------- |
| 2011 | WWE Raw    | John Cena Kid | 1 episódio  |
| 2015 | Dance Moms | Ele Mesmo     | 2 episódios |